# Korecnomios glaber
Korecnomios glaber är en stekelart som beskrevs av Park och Van Achterberg 1994. Korecnomios glaber ingår i släktet Korecnomios och familjen bracksteklar. Inga underarter finns listade i Catalogue of Life.